# Vaginuloglandulina
Vaginuloglandulina es un género de foraminífero bentónico considerado un sinónimo posterior de Amphicoryna de la subfamilia Marginulininae, de la familia Vaginulinidae, de la superfamilia Nodosarioidea, del suborden Lagenina y del orden Lagenida. Su especie tipo era Vaginuloglandulina laevigata. Su rango cronoestratigráfico abarcaba el Triásico superior.

## Discusión
Algunas clasificaciones incluirían Vaginuloglandulina en la Familia Marginulinidae.

## Clasificación
Vaginuloglandulina incluía a la siguiente especie:
- Vaginuloglandulina laevigata †